# Зеруали, Хишам
Хишам Зеруали (араб. هشام زروالي‎; 17 января 1977, Рабат — 5 декабря 2004, Рабат) — марокканский футболист. Получил прозвища Zero (с англ. — «ноль») и Morroccan Magician (с англ. — «марокканский волшебник»). Нападающий, выступал в клубах Марокко, Шотландии и ОАЭ. Был членом сборной Марокко, выходил на поле в международных матчах 17 раз.

## Клубная карьера

### Абердин
После карьеры в Марокко, где Зеруали выступал за «Якуб Эль-Мансур», «ЮСП Полис» и ФЮС, он перешёл в «Абердин» в ноябре 1999 года за 450 000 фунтов стерлингов. Сделка состоялась по рекомендации Кита Баркиншоу. Зеруали стал первым игроком в Шотландии, который носил футболку с номером «0»; это произошло в 2000 году. Позднее на «0» Английской и Шотландской Премьер-лигами был введён запрет.
В январе 2000 года Зеруали забил со штрафного удара с расстояния 30 ярдов. Это был матч шотландского футбольного кубка против «Сент-Миррена». Затем Зеруали забил гол в матче против «Питтодри» (финальный счёт матча — 2:0), он помог клубу выйти в следующий раунд соревнования. «Абердин» смог выйти как в финал Кубка шотландской лиги 2000 года, так и в финал Кубка Шотландии 2000 года, марокканец играл в обоих матчах, но оба матча завершились поражением, которые были нанесены «Селтиком» и «Рейнджерс» соответственно.
В августе 2000 года Зеруали получил травму лодыжки во время матча с «Мотеруэллом», упустил возможность участия в Олимпийских играх в Сиднее и, в конце концов, «потерял» сезон. В одном из матчей после возвращения (это был матч против «Данди») он сделал хет-трик.

### «Ан-Наср» и «ФАР»
После того, как срок его контракта в «Абердине» истёк, он стал играть в клубе из ОАЭ «Aн-Наср». В 2003 году он вернулся в Марокко, подписал контракт с «ФАР». В этом же году он выиграл Coupe du Trône.

## Международная карьера
Зеруали сыграл в 17 матчах за сборную Марокко и забил три мяча. Он играл за Марокко на Кубке африканских наций 2002 года в Мали и забил два гола в матче против Буркина-Фасо, который завершился со счетом 2:1. Он также играл в чемпионате мира среди молодежных команд 1997 года. За месяц до своей смерти он находился в сборной.

## Смерть
Зеруали погиб в ДТП в Рабате в декабре 2004 года в возрасте 27 лет. В предыдущую субботу он забил два гола за свой клуб. Дочь Зеруали осталась в Абердине.
Зеруали был знаком фанатам под прозвищем Zero (с англ. — «ноль»). После его смерти на стадионе «Питтодри» был установлен мемориал. Была проведена церемония, в которой приняли участие болельщики.